# امانوئل سنیه
امانوئل سنیه (به فرانسوی: Emmanuelle Seigner) (زاده ۲۲ ژوئن ۱۹۶۶) بازیگر، مانکن و خواننده فرانسوی و همسر رومن پولانسکی است و به خاطر نقش‌هایش در لباس غواصی و پروانه (۲۰۰۷) و دیوانه‌وار (۱۹۸۸) شناخته شده است.
او نامزد دو جایزه سزار برای بهترین بازیگر مکمل در فیلم‌های محل وندوم (۱۹۹۸) و زندگی مانند گل سرخ (۲۰۰۷) شده است.

## زندگی‌نامه
امانوئل متولد پاریس از پدری عکاس و مادری روزنامه‌نگار است. او نوه لویی سنیه بازیگر (۱۹۰۳–۱۹۹۱) و خواهر بازیگر ماتیلدا سنیه است. او در مدرسه کاتولیک تحصیل کرد و مانکن بودن را از ۱۴ سالگی آغاز کرد. بعد از سرمایه‌گذاری روی او به یک موقعیت بین‌المللی به عنوان مانکن حرفه‌ای دست یافت. در ۳۰ اوت ۱۹۸۹ با رومن پولانسکی ازدواج کرد و ۲ فرزند، یک دختر به نام مورگان و یک پسر به نام الویس دارد. او در فیلم‌های دیوانه‌وار (۱۹۸۸) نقش مقابل هریسون فورد و بعداً در ماه تلخ (۱۹۹۲) و همچنین در دروازه نهم (۱۹۹۹) همرا ه با جانی دپ که رومن پولانسکی کارگردانی کرده است بازی کرده است. در سال ۲۰۱۰ به خاطر بازی در فیلم کشتن ضروری به کارگردانی جرزی اسکولیموسکی نام او دوباره مطرح شد که نزدیک بود تا جایزه ویژه هیئت داوران جشنواره فیلم ونیز را به دست آورد.

او همچنین به عنوان شخصیت اصلی در موزیک ویدئو «دست‌های دور گلوی من» (Hands Around My Throat) توسط گروه مرگ در وگاس (Death in Vegas) ظاهر شد. در سال ۲۰۰۶ او خواننده اصلی گروه پاپ-راک اولترا اورنج (Ultra Orange) شد و نام گروه به اولترا اورنج اند امانوئل تغییر یافت. سنیه و پولانسکی با دو فرزندشان در پاریس زندگی می‌کنند. او نماینده رسمی یک نام تجاری لهستانی به نام دکتر ایرنا اریس (Dr Irena Eris) بود.

## فیلم‌شناسی

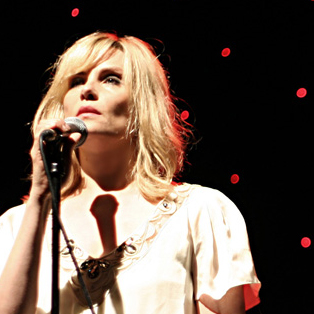
سنیه در کنسرت تئاتر مرمید لندن، ۷ ژوئیه ۲۰۰۸

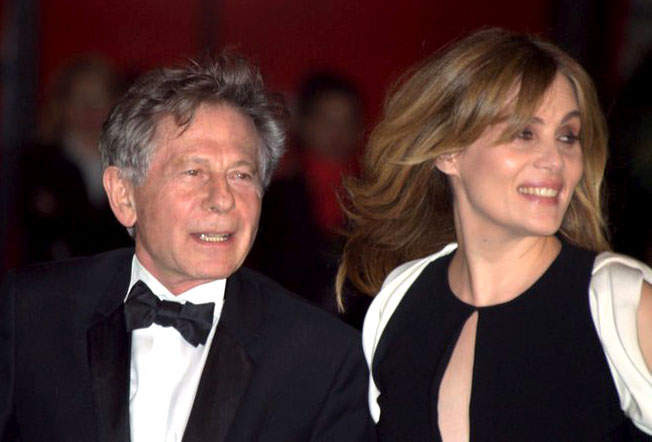
سنیه با پولانسکی در جایزه سزار ۲۰۱۱

| سال  | فیلم                            | نقش            | کارگردان |
| ---- | ------------------------------- | -------------- | -------- |
| ۱۹۸۴ | سال عروس دریایی                 |                |          |
| ۱۹۸۵ | کاراگاه                         | شاهزاده باهاما |          |
| ۱۹۸۶ | کلاس خصوصی                      | زانون          |          |
| ۱۹۹۰ | شر تاریک                        | همسر جوزپه     |          |
| ۱۹۹۲ | ماه تلخ                         | میمی           |          |
| ۱۹۹۴ | لبخند                           | اودی           |          |
| ۱۹۹۶ | تا وقتی که طول بکشد             | جولی نیراک     |          |
| ۱۹۹۷ | نیروانا                         | لیزا           |          |
| ۱۹۹۷ | پیگرد الهی                      | بوبی           |          |
| ۱۹۹۷ | آر.پی. ام                       | میشل کلر       |          |
| ۱۹۹۸ | محل وندوم                       | ناتالی         |          |
| ۱۹۹۹ | دروازه نهم                      | دختر           |          |
| ۱۹۹۹ | دوستان خوب                      | گلوریا         |          |
| ۲۰۰۱ | استرگ به سوی شمال               | لوچیلا         |          |
| ۲۰۰۳ | جاودانه                         | مادلین دوراند  |          |
| ۲۰۰۵ | پشت صحنه                        | لورن وکس       |          |
| ۲۰۰۷ | زندگی گلگون                     | تیتن           |          |
| ۲۰۰۷ | لباس غواصی و پروانه             | سلین           |          |
| ۲۰۰۷ | چهار ترانه آخر                  |                |          |
| ۲۰۰۸ | برلین: پخش زنده در انبار سنت آن | کارولین        |          |
| ۲۰۰۹ | جالو                            | لیندا          |          |
| ۲۰۱۰ | قتل واجب                        | مارگرت         |          |
| ۲۰۱۲ | در خانه                         | استر آرتول     |          |
| ۲۰۱۲ | مردی که می‌خندد                  |                |          |
| ۲۰۱۳ | ونوس در پوست خز                 | وندا           |          |
| ۲۰۱۷ | براساس داستان واقعی             | دلفین          |          |
| ۲۰۱۸ | بر دروازه ابدیت                 | جولین شنبل     |          |
| ۲۰۱۹ | افسر و جاسوس                    |                |          |
| ۲۰۲۳ | روزهای فروشگاه حیوانات خانگی    |                |          |